# Parish of Saint Paul (Antigua und Barbuda)
Die Parish of Saint Paul, auch St. Paul’s Parish, meist kurz St. Paul, ist eine Parish des karibischen Inselstaates Antigua und Barbuda.

## Geographie
Die Parish umfasst den zentralen Süden der Insel Antigua. Sie erstreckt sich etwa 7 km Nord–Süd von der Central Plain bis an die Südküste um die Falmouth Bay und 8 km West–Ost von den östlichen Shekerley Mountains bis an die Willoughby Bay. Mit etwa 48 km² umfasst sie etwa 1⁄9 der Landfläche des Staates und 1⁄6 der Insel Antigua.
Zur Volkszählung 2011 hatte die Parish Saint Paul 8128 Einwohner, rund 9,5 % der Einwohner Antiguas wie auch des Gesamtstaats. Zur Parish gehören 2809 Haushalte, in denen durchschnittlich je 2,9 Personen leben, geringfügig über dem Landesdurchschnitt von 2,8 (alle Angaben in diesem Absatz für 2011). Die Bevölkerungsdichte liegt mit rund 169 Einwohnern pro Quadratkilometer etwas unter dem Landesdurchschnitt und erheblich niedriger als die durchschnittliche Einwohnerdichte der Hauptinsel Antigua (Antigua und Barbuda gesamt etwa 193, Insel Antigua knapp 300 E/km²); der flache Nordwesten der Insel um die Landeshauptstadt Saint John’s ist wesentlich dichter besiedelt. Einen Gutteil der Parish, den ganzen hügeligen bis bergigen Süden, nimmt der Nelson’s Dockyard National Park mit 41 km² ein.
Regionale Zentren sind All Saints im Landesinneren, die nach der Hauptstadt St. John’s zweitgrößte Stadt des Landes, und die Hafenregion Falmouth/English Harbour an der Küste (Falmouth ist der historische Hauptort).

## Geschichte

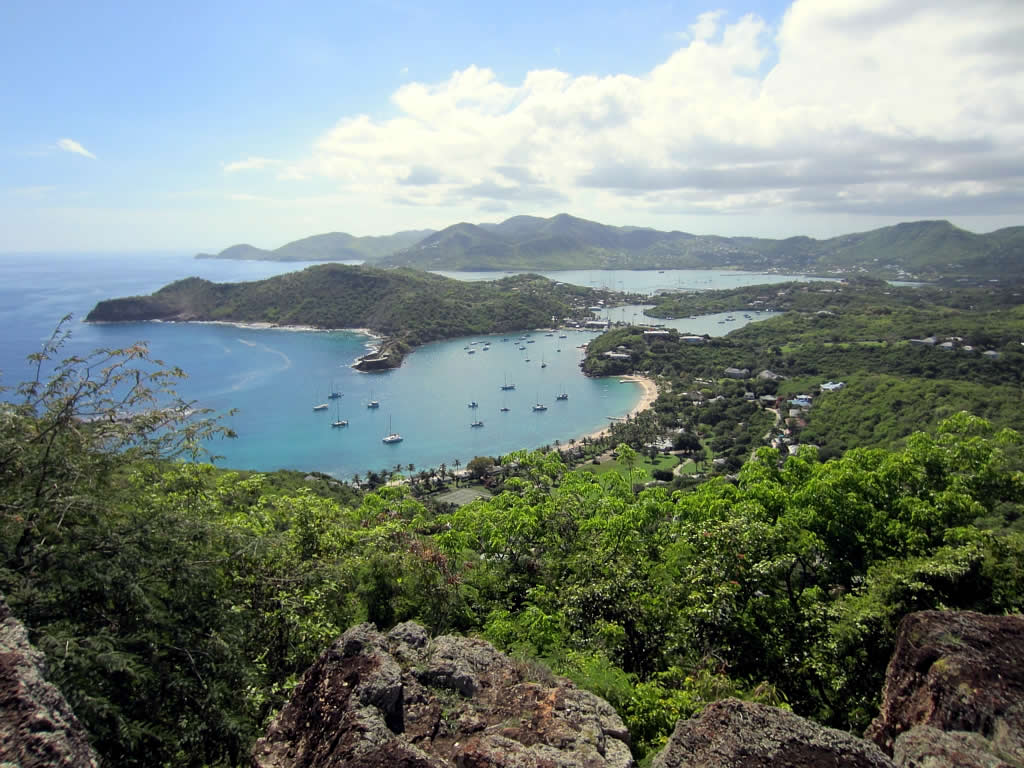
Landschaft der Südküste um die Falmouth Bay

Die Parishes sind die obersten Verwaltungseinheiten des Staats Antigua und Barbuda, sie stellen die im angelsächsischen Raum als ländliche Verwaltungsgliederung verbreiteten historischen Pfarrsprengel dar. Die Hauptkirche dieses Parish war die heutige Kirche St. Paul’s Rectory in Falmouth (Antigua)|Falmouth.
Historisch gliederte sich die Region in die Falmouth Division (Falmouth, heutiges Liberta und Swetes) mit den „Ten Acres Lands“ (Staatsbesitz um English Harbour, der für kleine Landwirtschaften parzelliert wurde), Rendezvous Bay Division (das westliche Bergland hinter der Rendezvous Bay) und Willoughby Bay Division (um Bethesda). Erstere beide und die Westteile der Willoughby Bay Division wurden 1873 auch verwaltungsmäßig als „Parish of Saint Paul“ bestätigt (Parish Boundaries Act).
Nach Abschaffung der Sklaverei 1834 entstand mit Liberta hier die erste Freigelassenen-Ansiedlung. Die Region war vom großen Antillen-Erdbeben 1843 besonders betroffen, sodass es mehrfach zu Abwanderung kam, besonders nach Free Town.
Um 1856 umfasste die Parish die Anwesen (Estates) Blakes, Bodkins, Burkes, Cochranes, Delaps, Folly, Laroaches, Lucas, Mathews, Morris Loobys, Pattersons, Richmonds, Thomas, Tyrrells, Willis’, Rendezvous Bay, Buckshorns und die schon verlassenen Barters und Dimsdales – die Farmen gab es als Ortslagen durchwegs bis in die 1950er, teils bis heute, sonst wurden sie Kern einer Siedlung – sowie die Orte English Harbour, Falmouth, The Ridge, Ffryes (heute St. Phillip), Victoria, Bethesda, Grace Hill, Liberta, Buckshorns, Edwards, Sweets, Jenny Bush, Spring Hill, Bailey Hill und Ding-a-ding-nook.
Der mittlere Süden um Falmouth Bay und Shirley Heights ist eines der touristischen Zentren Antiguas, ansonsten ist der Raum Farmland, einst für Tabak-, dann für Zuckerrohrplantagen. Heute werden landwirtschaftliche Produkte aller Art erzeugt. Die Bevölkerung nahm zwischen 2001 und 2011 um 3,6 % zu, womit das Bevölkerungswachstum deutlich unter dem Landesdurchschnitt von 11,3 % lag.
| Kgr. England | Kgr. England | Kgr. England | Kgr. England | Kgr. England | Antigua und Barbuda | Antigua und Barbuda | Antigua und Barbuda | Antigua und Barbuda |
| 1821         | 1844         | 1851         | 1856         | 1970         | 1984                | 1991                | 2001                | 2011                |
| 4051         | 4494         | 5154         | 4390         | 6683         | 5624                | 6117                | 7848                | 8128                |
| –            | –            | –            | 1111         | 1501         | 1567                | 1834                | 2058                | 2809                |

Zeitreihen nur bedingt vergleichbar
Bevölkerung:
1. ↑  davon 259 Weiße, 727 freie „Farbige“
2. ↑  in Ortschaften: 3694, auf Landgütern: 696; Schwarze: 3438, Weiße: 138; „Farbige“: 814

Haushalte:
1. ↑  Behausungen in Orten: 852 bewohnte und 52 unbewohnte; Behausungen auf Landgütern (insg. 19): 193 bewohnte und 14 unbewohnte
2. ↑  basierend auf der Tabulated Population, die niedriger als die Gesamtbevölkerung ist
3. ↑  basierend auf der Tabulated Population, die deutlich niedriger als die Gesamtbevölkerung ist

## Verwaltungsgliederung und Orte
Es gibt keine weitere explizite Verwaltungsgliederung, doch werden die Parishes amtlich-statistisch in Zählbezirke (englisch enumeration districts) gegliedert. Diese entsprechen den Ortsteilen (Quartieren) und Ortslagen der größeren Orte bzw. den kleineren Orten direkt. Allerdings sind diese Zählbezirke, abhängig von der Bevölkerungsentwicklung, Veränderungen hinsichtlich ihrer Anzahl und Ausdehnung unterworfen. All Saints, der zweitgrößte Ort der Insel, gehört zu drei Parishes. (AS)
Außerdem sind Wahlbezirke (englisch constituencies) definiert, wobei der Bezirk St Paul (Nr. 16) den größten Teil der Parish umfasst. Der Nordwesten der Parish gehört zum Wahlbezirk All Saints East and Saint Luke (Nr. 10), der Nordosten zum Wahlbezirk St. Phillip South (Nr. 15). Dort werden auch Villages explizit genannt.
| Ort                         | Village                            | EW (2001) | E.D., Name (N) (EW 2001) | C.    |
| --------------------------- | ---------------------------------- | --------- | --- | ----- |
| All Saints (AS)             | All Saints                         | (569)     | 70100 East (298); 70200 South (271)                                                                                               | 10    |
| Swetes                      | Swetes                             | 1837      | 70300 North West (451); 70400 North (320); 70500 Central (358); 70600 South West (302); 70700 East (406)                          | 10    |
| Liberta                     | Liberta                            | 2080      | 70800 (325); 70901 West 1 (416); 70902 West 2 (352); 71000 North Central (423); 71100 South Central (266); 71200 South West (298) | 16    |
| Green Hill                  |                                    | 295       | 71300 | 16    |
| Bethesda                    | Bethesda                           | 488       | 71400 East (387); 71500 West (101)                                                                                                | 15    |
| Falmouth                    | Falmouth                           | 326       | 71600 | 16    |
| Cobbs Cross                 | Cobbs Cross                        | 296       | 71700 | 16    |
| English Harbour             | English Harbour, Nelson’s Dockyard | 500       | 71800 Town (203); 71900 Ordnance Bay (185); 72000 Middle Ground (112)                                                             | 16    |
| Marsh Village               |                                    | 278       | 72100 | 16    |
| Dow Hill                    |                                    | 128       | 72200 | 16    |
| Cooks Hill \ Christian Hill | Christian Hill, Picadilly          | 243       | 72300 | 15/16 |
| Table Hill Gardens          | Table Hill Gordon                  | 216       | 72400 | 16    |
| Tyrells                     |                                    | 361       | 72500 | 16    |
| Pattersons                  |                                    | 185       | 72600 | 16    |
| Dieppe Bay                  |                                    | 72        | 72700 | 16    |

(N) Amtlicher Name des Zählbezirks ist mit vorgestelltem Ort. Die Namen sind in eine leserliche Schreibweise übergeführt, im Census 2001 sind sie zu CamelCaps zusammengezogen.
(AS) All Saints liegt grenzüberschreitend in den Parishes von St. John, St. Peter und St. Paul. Der Ort umfasst elf Zählbezirke und hat insgesamt über 3500 Einwohner. Hier ist nur der auf St. Paul entfallende Anteil angegeben.